# Миколаївський (Брасовський район)
Миколаївський (рос. Николаевский) — селище у Брасовському районі Брянської області Росії. Входить до складу муніципального утворення Сниткінське сільське поселення.
Населення — 29 осіб.
Розташоване за 7 км на схід від села Брасово.

## Історія
Вперше згадується в середині XIX століття як хутір (також називалося Микільський). Входило до складу Брасовської волості і парафії села Брасово. З 1929 року в Брасовському районі (Сниткінська сільрада).
У 1964 році приєднане селище Цвіток (північно-східна околиця нинішнього селища).

## Населення
За найновішими даними, населення — 29 осіб (2013).
У минулому чисельність мешканців була такою:
| Роки      | 1866 | 1926 | 1979 | 1989 | 2002 | 2010 |
| --------- | ---- | ---- | ---- | ---- | ---- | ---- |
| Населення | 47   | 50   | 292  | 142  | 87   | 42   |